# Примарні вершники
Примарні вершники (англ. The Phantom Riders) — американський вестерн режисера Джона Форда 1918 року.

## У ролях
- Гаррі Кері — Шайєнн Гаррі
- Вільям Стіл — Дейв Бланд
- Моллі Мелоун — Моллі Грант
- Бак Коннорс — «Pebble» Грант
- Вестер Пегг — невідомий
- Джим Корі — виконроб